# Павинская Сарча
Павинская Сарча — болото в Таборинском муниципальном районе и Гаринском городском округе Свердловской области, Россия.

## Географическое положение
Болото Павинская Сарча расположено в муниципальном образовании «Таборинский муниципальный район» и в «Гаринском городском округе» Свердловской области, на левом берегу реки Тавда. Болото площадью 100 км², длиной 25 километров с северо-запада на юго-восток. В южной части граничит с рекой Ушья (левый приток реки Тавда), а в северной части исток реки Пава (левый приток реки Тавда). Труднопроходимо, с глубиной в 2,0 метра.